# Go-Kōmyō
Go-Kōmyō (後光明, 20 de abril de 1633 – 30 de agosto de 1654) foi o 110.º imperador do Japão, na lista tradicional de sucessão. Seu reinado abrangeu os anos de 1643 a 1654.

## Vida
Antes da ascensão ao Trono do Crisântemo, seu nome pessoal (sua imina) era Tsuguhito. Em 14 de novembro de 1643, no 15.º ano do reinado de Meishō, a imperatriz abdicou e a sucessão foi recebida pelo seu meio-irmão mais novo Tsuguhito e logo em seguida, foi proclamado imperador Go-Kōmyō. Go-Kōmyō tinha 11 anos quando ascendeu ao trono.
Meishō tinha vinte e um anos de idade nessa época e abdicou ao trono presumivelmente porque Go-Kōmyō, um sucessor do sexo masculino, havia atingido a idade apropriada para substituí-la. Go-Kōmyō, era o segundo filho de Go-Mizunoo. Sua mãe era Sono Mitsuko que pertencia a um ramo do Clã Fujiwara.
Go-Kōmyō era fascinado pelo estudo de todos os assuntos da arte de governar e preferia o confucionismo ao budismo, não há dúvida de que essa por trás dessa predileção existia a ambição de recuperar a autoridade administrativa do xogum. Go-Kōmyō passava muito tempo envolvido em exercícios de esgrima.
Apesar de estar cercado pelos altos sacerdotes dos cinco templos budistas, Go-Kōmyō desprezava o budismo, dizendo que era um ensino inútil para soberanos e senhores feudais, que, como chefes de Estado, deviam adotar algum ensinamento útil. Em sua opinião, o confucionismo era um estudo muito mais necessário para os governantes, mas afirmava que a antiga forma dos chineses abordarem o confucionismo era absoluto demais, e que deveriam organizar uma nova maneira de interpretá-lo, que se deveria fazer um novo começo a partir de seu tempo. Go-Kōmyō também criticou severamente os poemas japoneses, e o famoso antigo romance da corte, Genji Monogatari. Afirmava que nenhum dos grandes imperadores e sábios ministros da antiguidade se importava com a poesia, e que esta servia apenas para corromper a mente do povo em geral, além de gerar imoralidade e que a decadência do poder imperial estava ligada a isso.
Em 1645 o Shōgun Iemitsu foi elevado ao posto de Sadaijin. Em 1649 ocorreu um grande terremoto em Edo. Em 1651 Tokugawa Ietsuna foi nomeado xogum. Em meados desse ano o Imperador Aposentado Go-Mizunoo fez tonsura e se tornou um monge budista, passando o Insei para Meishō. Em 1652 o Nihon Odai Ichiran é publicado pela primeira vez em Quioto, sob o patrocínio do tairo Sakai Tadakatsu, senhor do Domínio de Obama da Província de Wakasa.
Em 1653 um violento incêndio destruiu uma grande parte do palácio imperial e muitos templos que estavam por perto, pouco tempo depois, várias meninas, com idades entre 12-14 anos, ficaram presas por outro incêndio em Quioto. Em 1654 Ingen, um monge budista que viria a ser muito influente, chegou a Nagasaki vindo da China. Sua intenção era implementar uma nova escola budista (Ōbaku) que viesse a desenvolver a prática do Zen budismo no Japão. Em 30 de outubro de 1654 o Go-Kōmyō veio a falecer vitima de varíola. Ele foi enterrado no Sennyū-ji e passou a ser consagrado no mausoléu imperial (misasagi) nomeado Tsukinowa no misasagi, Higashiyama-ku, Quioto.  E como não tinha filhos foi Sucedido pelo seu irmão, o futuro imperador  Go-Sai.